# Flyndersø og Skalle Sø
Flyndersø og Skalle Sø este o arie protejată (arie de protecție specială avifaunistică — SPA) din Danemarca întinsă pe o suprafață de 830 ha, integral pe uscat.

## Localizare
Centrul sitului Flyndersø og Skalle Sø este situat la coordonatele 56°29′49″N 8°53′52″E / 56.496944°N 8.897778°E.

## Înființare
Situl Flyndersø og Skalle Sø a fost declarat arie de protecție specială avifaunistică în mai 1983 pentru a proteja 6 specii de animale.

## Biodiversitate
Situată în ecoregiunea atlantică, aria protejată nu include niciun habitat protejat.
La baza desemnării sitului se află mai multe specii protejate de  păsări (6): pescăruș albastru (Alcedo atthis), rață pitică (Anas crecca), buhai de baltă (Botaurus stellaris), ferestrașul mare (Mergus merganser), vultur pescar (Pandion haliaetus), cresteț pestriț (Porzana porzana).